# Монтина (Удине)
Монтина је насеље у Италији у округу Удине, региону Фурланија-Јулијска крајина.
Према процени из 2011. у насељу је живело 217 становника. Насеље се налази на надморској висини од 144 м.